# マルタ・アントゥリ
マルタ・アントゥリ（ギリシャ語: Μάρθα Ανθούλη、ラテン文字転写: Mártha Anthoúli、2004年8月13日 - ）は、ギリシャの女子バレーボール選手。ギリシャ代表。

## 来歴

### クラブチーム
テッサロニキ出身。2019年、Aris Thessalonikiへ入団。2年間プレーした。2021年、ASP Thetisへ移籍し、2021/22シーズンのギリシャカップでは3位となった。2022年、パナシナイコスへ移籍することが発表され、2022/23シーズンのギリシャ国内リーグでは優勝に貢献した。自身はベストオポジット賞を受賞した。2023年6月、イタリアのキエーリ'76と契約し、2023/24シーズンのコッパイタリアでは3位となった。2024/25シーズンも同チームでプレーした。

### 代表チーム
2021年、ギリシャ代表に初選出される。同年の欧州選手権、2023年の欧州選手権に出場した。

## 人物
バスケットボール選手の父をもち、9歳のときにバレーボールをはじめ、16歳のときには身長が202cmへ成長した。

## 球歴
- 欧州選手権 - 2021年、2023年

## 所属クラブ
- Aris Thessaloniki（2019-2021年）
- ASP Thetis（2021-2022年）
- パナシナイコス（2022-2023年）
- キエーリ'76（2023年-）